# 68-я пехотная дивизия (вермахт)
68-я пехотная дивизия (нем. 68. Infanterie-Division) — тактическое соединение сухопутных войск вермахта Германии периода Второй мировой войны.

## История формирования дивизии
68-я пехотная дивизия была сформирована 26 августа 1939 года в Берлине 3-м военном округе в ходе второй волны призыва.
68-я пехотная дивизия по состоянию на 15 мая 1941 года насчитывала 17 065 человек личного состава.[218]

## Командование

### Командиры
- генерал артиллерии Герман Титтель ( 26 августа 1939 — 28 сентября 1941);
- генерал-лейтенант Бруно Ортнер ( 29 сентября 1941 — 1 февраля 1944);
- генерал-лейтенант Зигфрид Рейн ( 1 февраля 1944 — 20 января 1945, погиб в бою);
- полковник Рудольф Гримм ( 20 января — 9 февраля 1945);
- генерал-майор Каспар Фолькер ( 9 февраля — 9 апреля 1945);
- генерал-лейтенант Эрнст Майзель,( 10 апреля 1945 — 7 мая 1945)